# 奧布洛日基
51°38′6″N 33°44′47″E / 51.63500°N 33.74639°E
奧布洛日基（羅馬化：Oblozhky）是位於烏克蘭中北部的村莊，由蘇梅州紹斯特卡區的貝雷扎市鎮負責管轄。該村分別距離波洛什基1.5公里和謝布雷2公里，海拔高度172米，2001年人口857。